# Монд
„Монд“ (на френски: Le Monde, в превод „Свят“) е френски вестник, всекидневник с тираж 364 240 екземпляра през 2014 г. Първият му брой излиза на 19 декември 1944 г. и е един от най-четените и уважавани вестници във Франция. От 19 декември 1995 г. вестникът е достъпен и онлайн.
„Монд“ се чете от около 2 милиона читатели на ден в повече от 120 страни. В редакцията му работят около 165 журналисти и кореспонденти. Вестникът излиза с различни притурки, една от които представя избрани статии от „Ню Йорк Таймс“.
„Монд“ е основан през 1944 г. от Юбер Бьов-Мери́ (Hubert Beuve-Méry, 1902 – 1989) по разпореждане на Шарл де Гол. Наследник е на вестник Le Temps (1861 – 1942) и приема изцяло неговия формат. Първоначално вестникът се представя като левоцентристки, но постепенно загубва тази ориентация и днес се смята за умерен. От 1985 г. заглавната страница е илюстрирана с карикатура на актуално събитие, което се превръща в негов отличителен белег. От 19 декември 1995 г. вестникът е достъпен и в електронен вариант в Интернет.

## Собственици
До 2010 г. най-голям акционер на изданието е щатът от журналистите на вестника – 53% са принадлежали на сътрудници и служители във вестника, останалите 47% са били поделени между Danone, BNP Paribas и френския магнат Франсоа Пино. В края на 2010 г. инвеститорите Ксавие Ниел, Матийо Пигас и Пиер Берже купуват за $150 млн. 64% от акциите на вестника, който към този момент е пред банкрут. Новите собственици преструктурират компанията, вследствие на което „Монд“ за пръв път за последните 10 години става печеливш.
През октомври 2018 г. редакционният колектив научава, че Матийо Пигас е продал 49% от своя дял в компанията на чешкия бизнесмен, милиардерът Даниел Кржетински (Daniel Křetínský). Това предизвиква безпокойство сред журналистите, които се опасяват, че редакционната им независимост ще се наруши.